# Iván Blanco
Iván Blanco, född 16 augusti 1975 i Santiago i Chile, är en svensk filmfotograf och dokumentärfilmsregissör.
Iván Blanco flyttade från Chile till Sverige 1977 med familjen. Han är baserad i Stockholm men jobbar mycket internationellt, framförallt i Latinamerika. Han har även arbetat som klippare, nyhetsfotograf och Tv-reporter.

## Regi
- Plan Colombia (1999) med Johan Schmidt
- Bushdoctor (2005) med Ariel Gomar
- Transphobia (2014) med Nur Tutal
- Flickan med handskarna (2015)

## Foto
- Marianas Resa (2006) Regi: Gellert Tamas
- Vänsterspöket (2007) Regi: Dan Josefsson
- Skogman (2007) Regi: Thomas Fahlander
- Fryshuset (2008) Regi: Robert Stern
- Under ett lager av snö (2009) Regi: Johan Palmgren
- Han tror han är bäst (2011) Regi: Maria Kuhlberg
- Sista kapitlet, farväl Nicaragua (2011) Regi: Peter Torbiörnsson
- Storm över Anderna (2015) Regi: Mikael Wiström
- Flickan med Handskarna (2015) Regi: Iván Blanco
- Sorans krig (2017) Regi: Patrick Bratt
- Aldrig Backa (2017) Regi: Åsa Blanck
- Dokument inifrån: Fallet Kevin (2017) Regi: Dan Josefsson

## Klipp
- Den ryske generalen, den kubanske översten och jordens (nära) undergång (2010) Regi: Malcolm Dixelius
- Svenska soldatfabriken (2008) Regi: Viktor Nordenskiöld och Henrik Hjort